# サンノゼ州立大学

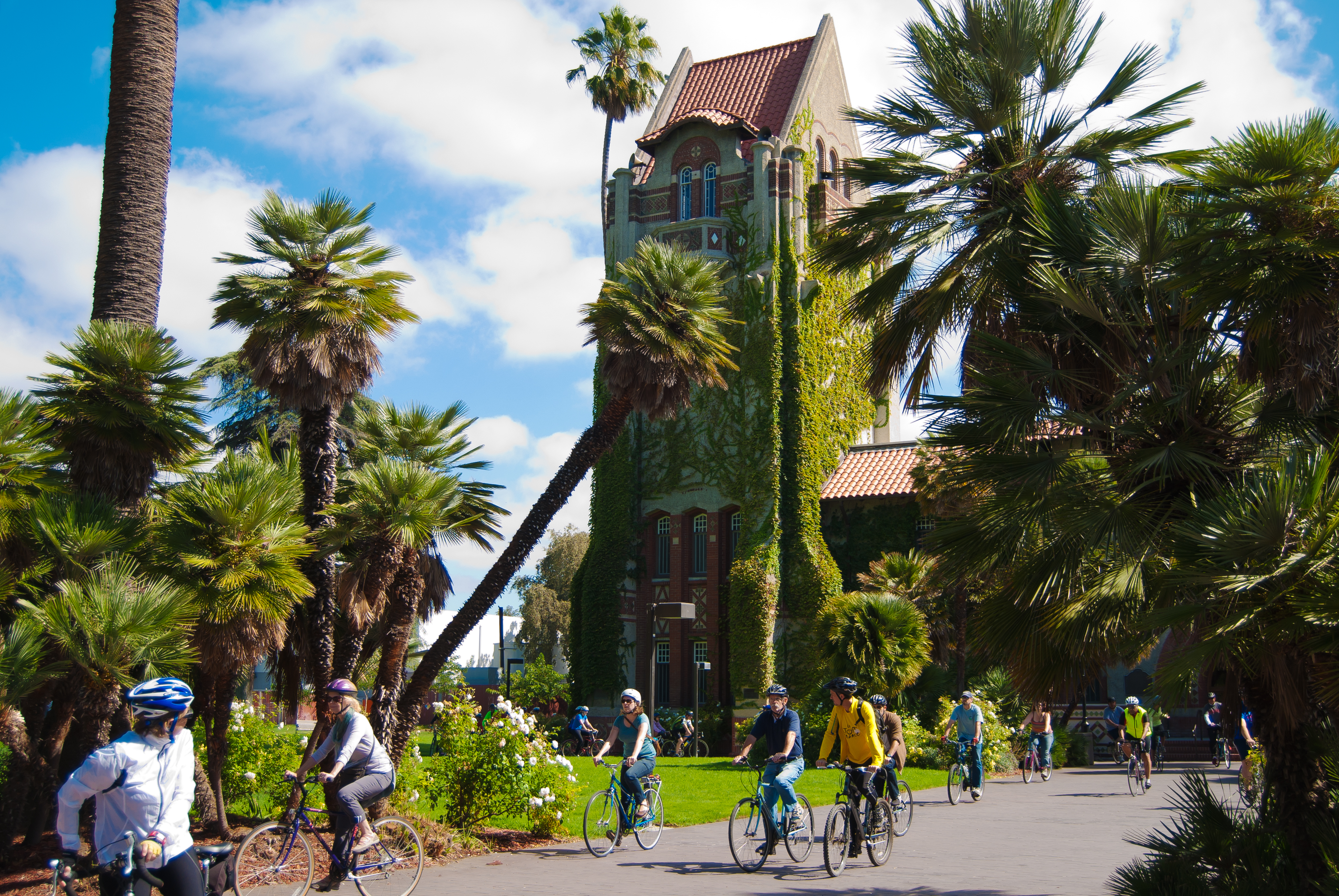
San Jose State University

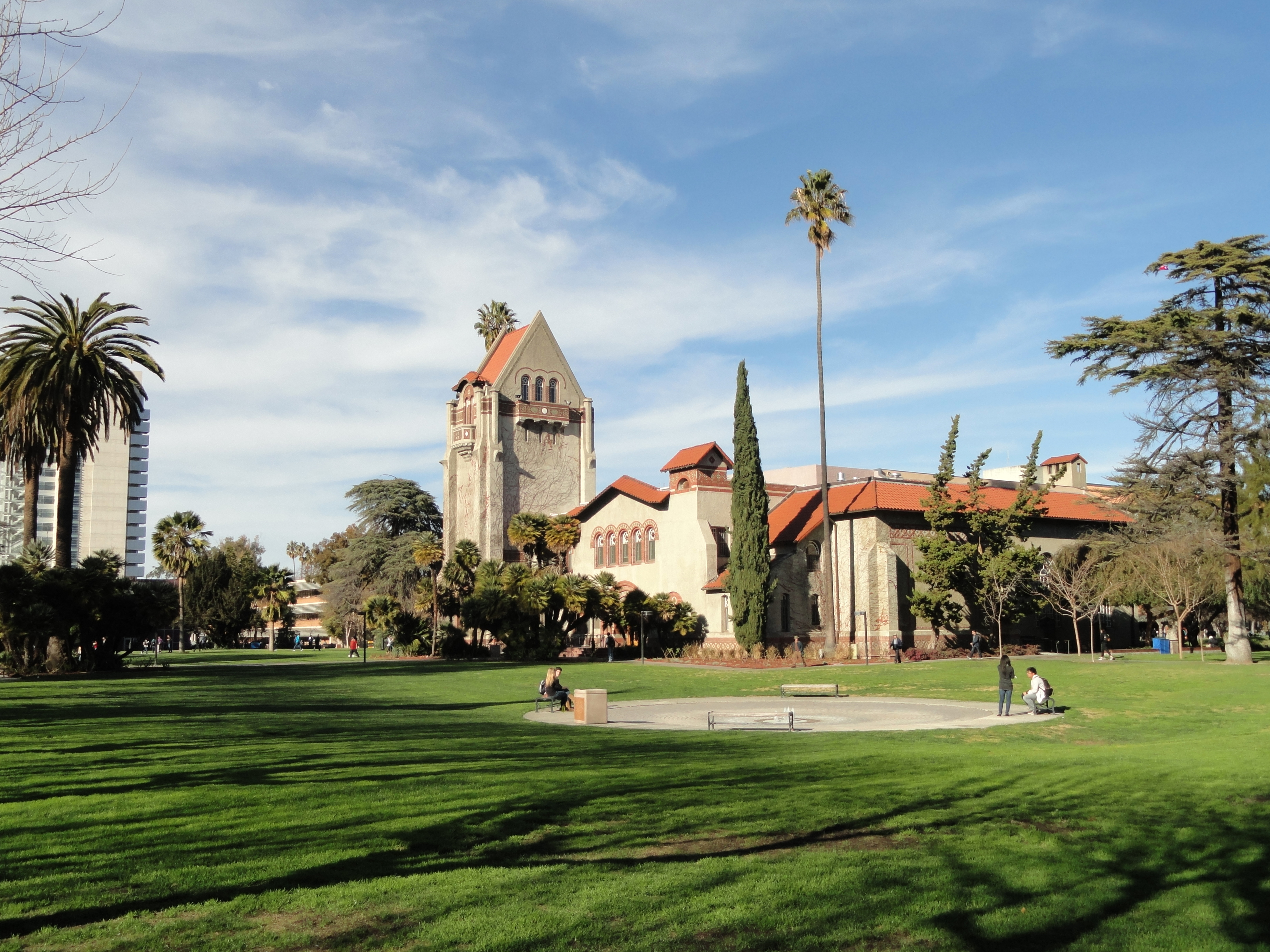
Tower Hall

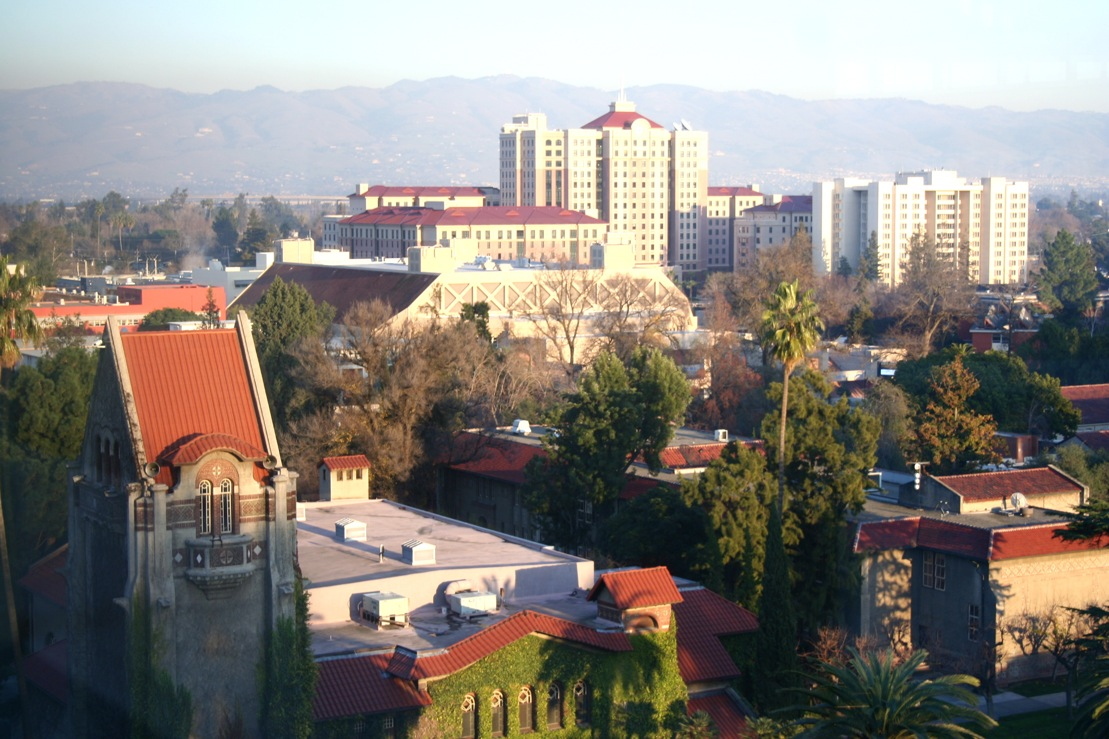
Aerial view of San Jose State campus.

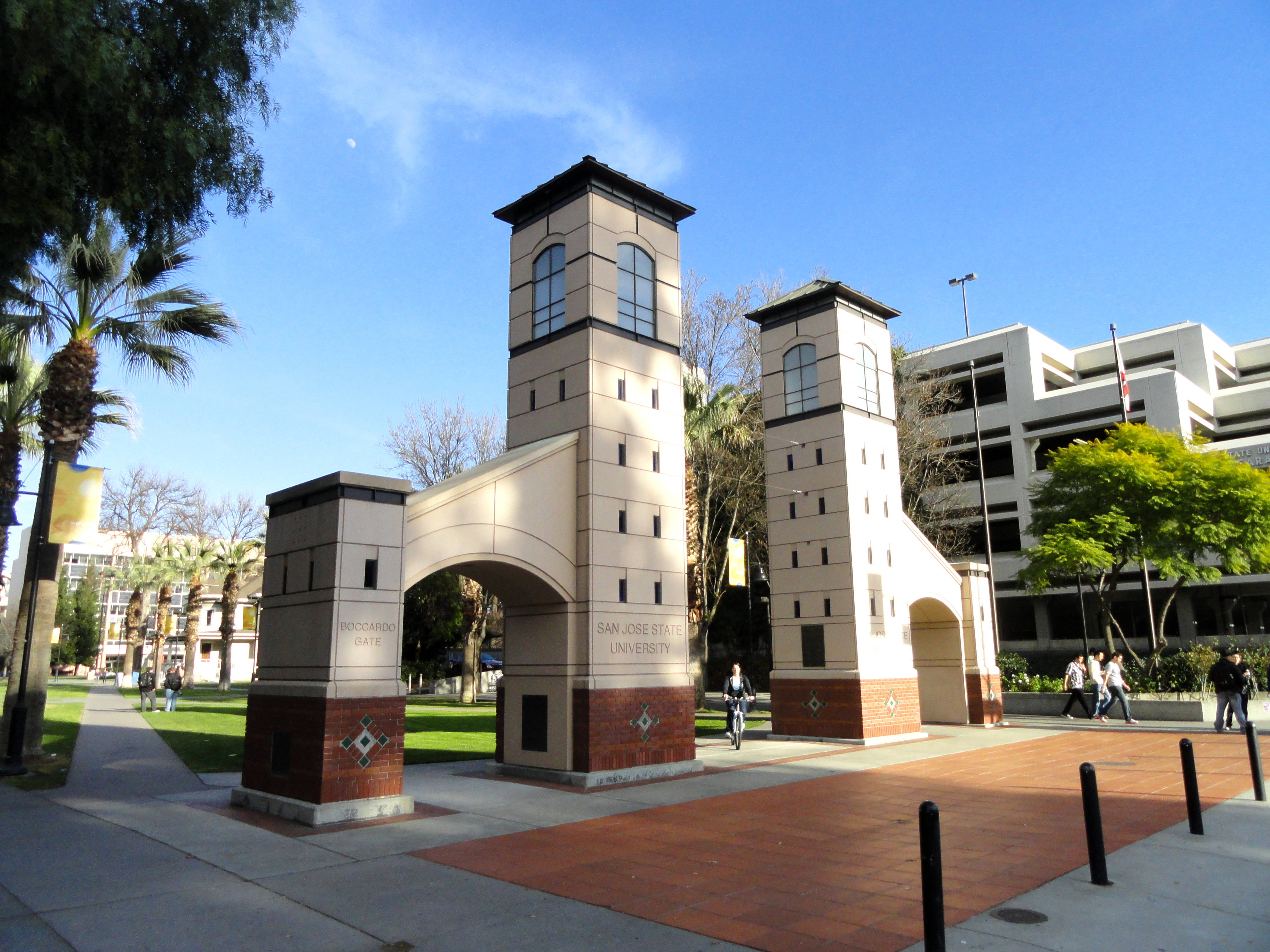
Boccardo Gate

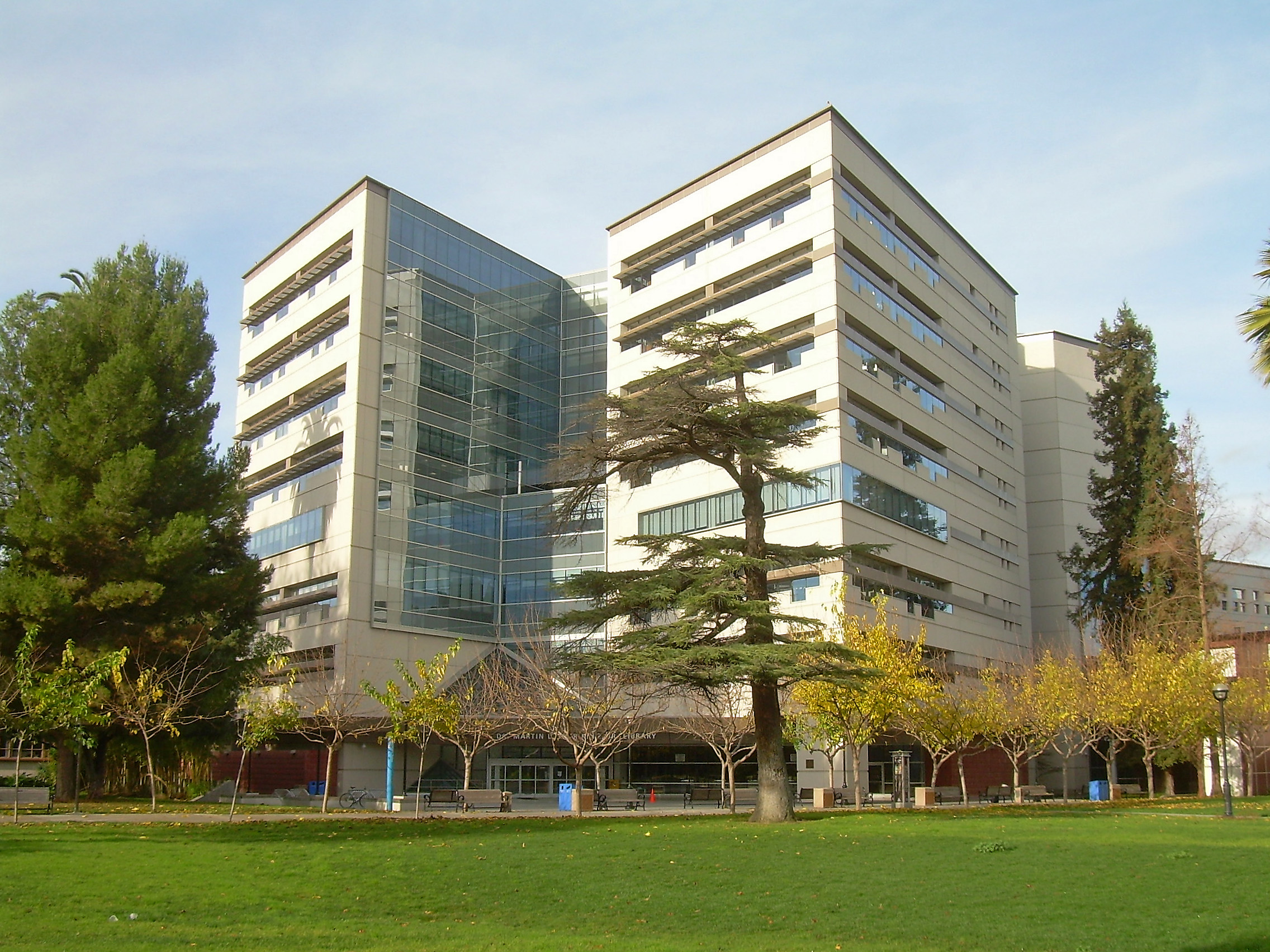
The Dr. Martin Luther King Jr. Library

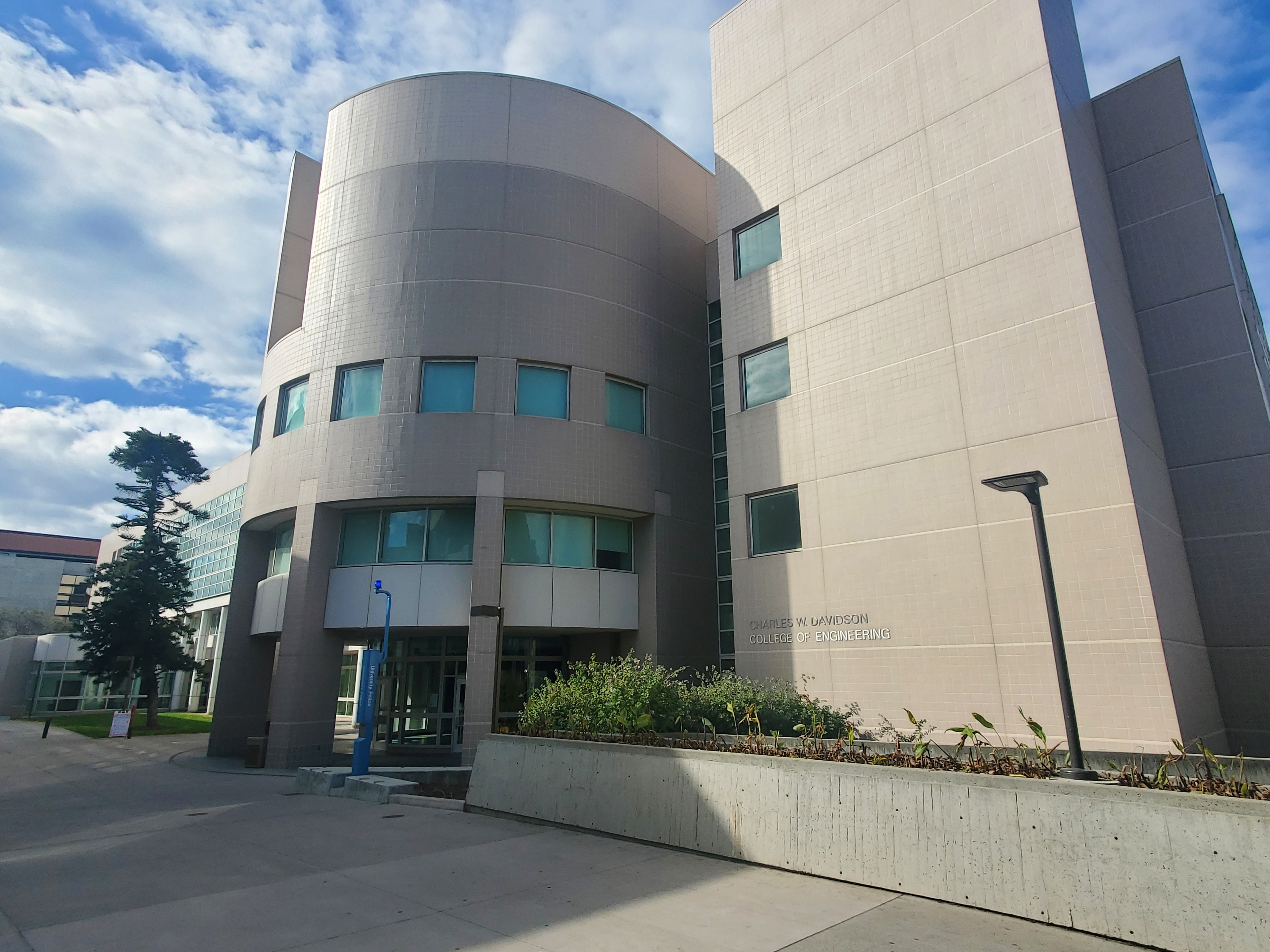
工学部(:EN:Charles W. Davidson College of Engineering)

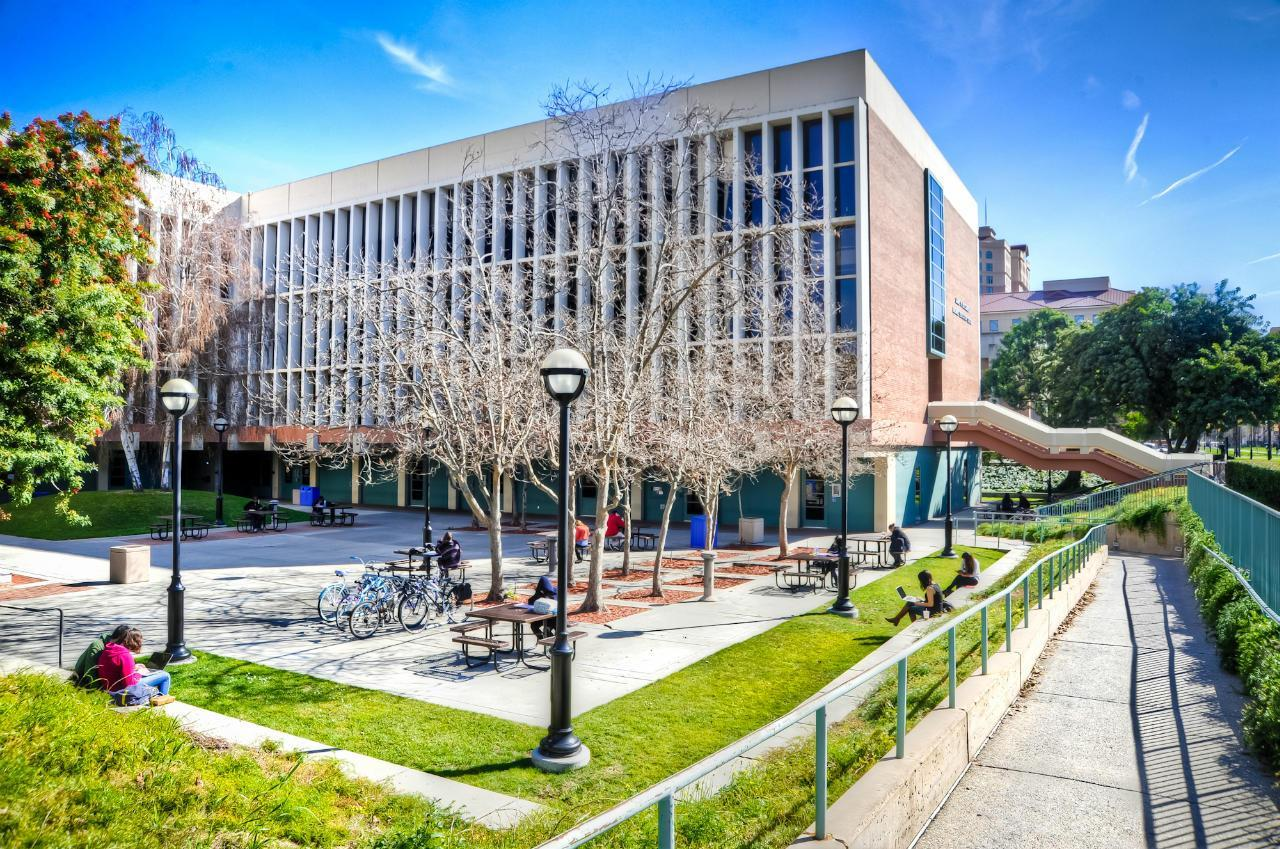
ルーカス・ビジネススクール(経営大学院: Lucas College and Graduate School of Business)

サンノゼ州立大学（サンノゼしゅうりつだいがく、英: San José State University、発音: サンホゼステート-、略称: SJSU）は、アメリカ合衆国カリフォルニア州サンノゼ市に本部を置くアメリカ合衆国の公立大学である。1857年に設置された。23キャンパスを持つカリフォルニア州立大学システム（CSU）の旗艦校であり、アメリカ西海岸地区では最古の公立高等教育機関である。
サンノゼ市のダウンタウンに位置する、SJSUメインキャンパスは154エーカー（62ヘクタール）で約19ブロックである。サンノゼ（サンホゼ）は、「シリコンバレーの首都」というニックネームを持ち、カリフォルニア州ではロサンゼルス、サンフランシスコ、サンディエゴに次ぐ4番目に人口の多い都市的地域で、ハイテク&インターネット産業の中心部で知られるシリコンバレーの中心エリアにある。そのエリアには、Google、Facebook、ヒューレット・パッカード、シスコシステムズ、eBay、アドビなど、世界的IT企業が本社を置いている。
SJSUは73種類の学士及び71種類の修士課程を提供している。さらに2014年時点で3種類の共同博士課程、及び1種類の独立した博士課程も提供している。SJSUは2014年の秋には32,697人の学生が所属し、6,000人以上は大学院生また学士取得済の学生である。2013年の秋時点で、SJSUに所属する大学院生はカリフォルニア州立大学群の中でも最多である。SJSUの学生は最も多様な民族で構成され、多くのアジア系、ヒスパニック系の学生も所属しており、アメリカ合衆国内で修士を授与する全ての大学の中で最多の留学生が大学院に所属している。

## 沿革
SJSUは、1857年にハーバード大学出身のジョージ・W・ミンズにより、ミンズ夜間師範学校（Minns' Evening Normal School）としてサンフランシスコに設立された。1862年にカリフォルニア州議会の法律により、カリフォルニア州立師範学校となり、1871年にサンノゼに移転した。1882年カリフォルニア州立師範学校・南部分校がロサンゼルスに開校し、後にカリフォルニア大学ロサンゼルス校 (UCLA) として独立した（1887年までサンノゼキャンパスの管理下）。1921年にサンノゼ州立師範学校に改称し、1935年にカリフォルニア州立カレッジとなった。1972年にカリフォルニア州立大学システム（CSU）の旗艦校として、カリフォルニア州立大学サンノゼ校（California State University, San Jose）となり、1974年に現在の名称になった。

## 特色
SJSUはシリコンバレーの企業に最も多くのエンジニアリング、コンピュータ科学、ビジネス専攻の卒業生を送り出している大学の一つである。Business Insider誌による2017年テクノロジー系企業への雇用TOP25大学の調査では名門アイビー・リーグを抑え全米8位となった。シリコンバレーといった場所柄から工学部が最大の学部になり、2014年次において全体の学部生のおよそ16%、院生の40%以上が工学部にある14の学科のいずれかに属している。

## 評価
工学部の評価は高く、U.S. News & World Report (2014 edition)から学士/修士課程のみを提供する公立大学の中で全米2位、私立大学も含めた場合で全米13位の評価を受けた。また、Business Insider誌からは2012年に世界トップ50の工学部のうちの一つに選定された。さらにJobvite社の調査によると、全米で最も多くの学生がシリコンバレー内のテクノロジー系企業に雇用されている事が判明した。
2014年度のBusiness Insider誌の調査では、今までにAppleは他のどの大学よりも多くの卒業生をサンノゼ州立大より採用しており、また同じようにGoogleもハーバード大学に次ぐ450人を超える多くの卒業生を採用していたことが明らかになった。
2019年度のBusiness Insider誌および大学受験コンサルティングファームCollegeVine社の両方からサンノゼ州立大は他の著名大学に隠れ、全米で最も過小評価されている大学ランキング1位と評された
。

## 教育機関
- 教育学部（Lurie College of Education）
- 工学部（Davidson College of Engineering）
- 科学学部（コンピュータ科学含む）
- ビジネス学部（Lucas College and Graduate School of Business）
- 人文科学・芸術学部
- 社会科学部
- 健康・人間科学部
- College of Professional and Global Education (CPGE)

## 対外関係

### 協定校
- 日本
  - 大阪工業大学
  - 明治学院大学
  - 岡山大学
  - 関西学院大学
  - 九州大学
  - 筑波大学
  - 法政大学[23]
  - 横浜国立大学
  - 滋賀大学
  - 麗澤大学[24]
  - 早稲田大学
  - 東京電機大学[25]

## 学生について
| アフリカ系アメリカ人    | 3%  |
| インディアン / Alaskan  | <1% |
| アジア人                | 32% |
| ヒスパニック            | 23% |
| 白色人種 (non-Hispanic) | 22% |
| Foreign Nationals       | 11% |
| その他                  | 9%  |

## スポーツ

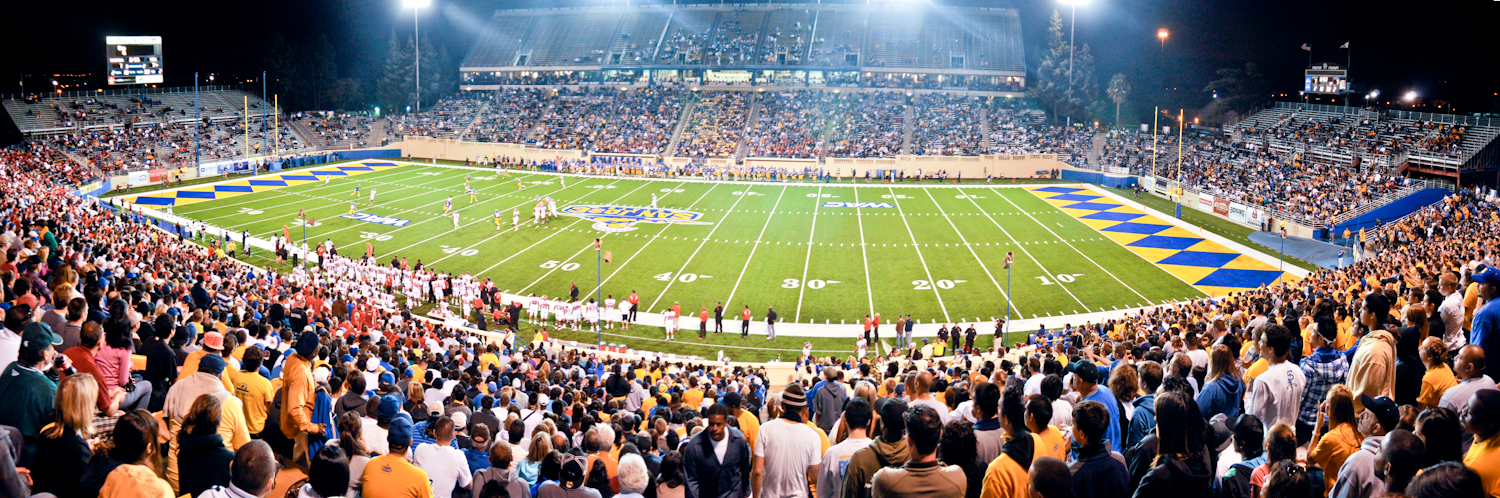
Utah vs. San Jose State at Spartan Stadium – 2009

SJSUのスポーツチームはサンホゼステート・スパルタンズとして知られ、多くのオリンピック選手を輩出し19のオリンピックメダルを獲得している。

## 著名な出身者
（生年月日の昇順）
- ウィリー・スティール - 陸上競技選手。1948年ロンドンオリンピックの男子走幅跳で金メダルを獲得[13]。
- アイリーン・ダリス - 声楽家、音楽教師。当大学の教員も務めた。
- ゴードン・ムーア - Intel Corporation (インテル) の設立者の一人であり、現名誉会長[27]。
- ビル・ウォルシュ - アメリカンフットボールコーチ。NFLのサンフランシスコ・フォーティナイナーズを指揮し3度のスーパーボウル優勝を成し遂げた。
- ベン・ナイトホース・キャンベル - 政治家。コロラド州の元上院議員で、初のインディアン系上院議員。
- ピーター・ユベロス - 実業家。6代目MLBコミッショナー。1984年ロサンゼルスオリンピックの大会組織委員長。
- トミー・スミス - 陸上競技選手。1968年メキシコシティーオリンピックの男子200メートル競走で金メダルを獲得[注 1]。
- ジョン・カーロス - 陸上競技選手。1968年メキシコシティーオリンピックの男子200メートル競走で銅メダルを獲得[注 1]。
- エド・オーツ（英語版） - オラクルの共同創業者[27]。
- 國井秀子 - 芝浦工業大学教授、ホンダ初の女性取締役[29][30]。
- パトリック・シモンズ - ロックバンド ドゥービー・ブラザーズの創設者であり現メンバー。心理学学ぶ。
- マイケル・ウィーラン - イラストレーター、ヒューゴー賞および世界幻想文学大賞を受賞した作家[31]。
- ブライアン・クルザニッチ - Intel Corporation (インテル) の最高経営責任者 (CEO)[32]。
- オミッド・コーデスタニ - Googleの上級副社長[27]。
- 石塚真一 - 漫画家[33]。
- ジャン・コウム（英語版） - WhatsAppの共同創業者および同社CEO。